# 쇼 유어 페이스
《쇼 유어 페이스》는 2008년에 동아TV에서 2시즌에 걸쳐 방송된 화장품 모델 선발 프로그램이다.